# نتريد السيليكون
نيتريد السيليكون مركب كيميائي لعنصري السيليكون والنيتروجين. اس أي 3 إن 4 (si3n4) هو الأكثر استقرارًا من الناحية الديناميكية الحرارية من نيتريد السيليكون. ومن ثم، وهو الأكثر أهمية تجاريًا من نيتريد السيليكون عند الإشارة إلى مصطلح «نيتريد السيليكون». وهو مادة صلبة بيضاء عالية نقطة الانصهار وخاملة نسبيًا كيميائيًا، ويتم مهاجمتها بواسطة HF المخفف و H2SO4. من الصعب جدا (8.5 على مقياس موس). لديها ثبات حراري عالي. .

## الإنتاج
يتم تحضير المادة عن طريق تسخين مسحوق السيليكون بين 1300 درجة مئوية و 1400 درجة مئوية في بيئة نيتروجين:
3 Si + 2 N 2 → Si3N4
يزداد وزن عينة السيليكون تدريجياً بسبب التركيبة الكيميائية للسيليكون والنيتروجين. بدون محفز الحديد، يكتمل التفاعل بعد عدة ساعات (~ 7)، عندما لا يتم الكشف عن زيادة أخرى في الوزن بسبب امتصاص النيتروجين (لكل جرام من السيليكون). بالإضافة إلى Si3N
```
تم الإبلاغ عن العديد من أطوار نيتريد السيليكون الأخرى (مع الصيغ الكيميائية المقابلة لدرجات متفاوتة من النيتريد / حالة أكسدة Si) في الأدبيات، على سبيل المثال، أحادي نيتريد ثنائي السليكون الغازي (Si2N)؛ أحادي نيتريد السيليكون (SiN)، وسيسكينيتريد السيليكون (Si2N3)، كل منها عبارة عن مراحل متكافئة. كما هو الحال مع الحراريات الأخرى، تعتمد المنتجات التي يتم الحصول عليها في هذه التركيبات عالية الحرارة على ظروف التفاعل (مثل الوقت ودرجة الحرارة ومواد البدء بما في ذلك المواد المتفاعلة ومواد الحاوية)، بالإضافة إلى طريقة التنقية. ومع ذلك، فإن وجود سيسكينيتريد أصبح موضع شك منذ ذلك الحين.
[
3
]
[
4
]
[
5
]
```

## المعالجة
يصعب إنتاج نيتريد السيليكون كمواد سائبة - لا يمكن تسخينه لأكثر من 1850 درجة مئوية، وهو أقل بكثير من نقطة انصهاره، بسبب التفكك مع السيليكون والنيتروجين. لذلك، فإن تطبيق تقنيات التلبيد بالضغط الساخن التقليدية يمثل مشكلة. يمكن تحقيق ارتباط مساحيق نيتريد السليكون في درجات حرارة منخفضة من خلال إضافة مواد إضافية (مساعدات التلبيد أو «مواد رابطة») والتي عادةً ما تؤدي إلى درجة من تلبيد الطور السائل. البديل الأنظف هو استخدام تلبيد البلازما الشرارة حيث يتم التسخين بسرعة كبيرة (ثوان) عن طريق تمرير نبضات التيار الكهربائي عبر المسحوق المضغوط. تم الحصول على ضغط كثيف من نيتريد السيليكون بهذه التقنيات عند درجات حرارة 1500-1700 درجة مئوية.

## التطبيقات
بشكل عام، لم تكن المشكلة الرئيسية في تطبيقات نيتريد السيليكون هي الأداء الفني، ولكن التكلفة. مع انخفاض التكلفة، يتسارع عدد تطبيقات الإنتاج.
صناعة السيارات
أحد التطبيقات الرئيسية لنتريد السيليكون الملبد في صناعة السيارات كمادة لأجزاء المحرك. وتشمل هذه، في محركات الديزل، شمعات التوهج لبدء التشغيل بشكل أسرع؛ غرف الاحتراق المسبق (غرف دوامة) لانبعاثات أقل وبدء أسرع وضوضاء أقل؛ شاحن توربيني لتقليل تأخر المحرك والانبعاثات. في محركات الاشتعال بالشرارة، يتم استخدام نيتريد السيليكون في وسادات الذراع المتأرجحة للتآكل المنخفض، وتوربينات الشاحن التوربيني لتقليل القصور الذاتي وتقليل تأخر المحرك، وفي صمامات التحكم في غاز العادم لزيادة التسارع. كأمثلة على مستويات الإنتاج، هناك ما يقدر بأكثر من 300000 شاحن توربيني متكلس من نيتريد السيليكون يتم تصنيعه سنويًا.
الاتحمالات
محامل نيتريد السليكون هي محامل سيراميك كاملة ومحامل هجينة من السيراميك مع كرات من السيراميك والسباقات من الفولاذ. تتمتع سيراميك نيتريد السيليكون بمقاومة جيدة للصدمات مقارنةً بالسيراميك الأخرى. لذلك، تستخدم الكرات المصنوعة من سيراميك نيتريد السيليكون في محامل الأداء. مثال تمثيلي هو استخدام محامل نيتريد السيليكون في المحركات الرئيسية لمكوك الفضاء التابع لناسا.
نظرًا لأن محامل كريات نيتريد السيليكون أكثر صلابة من المعدن، فإن هذا يقلل من التلامس مع مسار المحمل. ينتج عن هذا احتكاك أقل بنسبة 80٪ ، وعمر أطول من 3 إلى 10 مرات، وسرعة أعلى بنسبة 80٪ ، ووزن أقل بنسبة 60٪ ، وقدرة على العمل في حالة تجويع التشحيم، ومقاومة أعلى للتآكل، ودرجة حرارة تشغيل أعلى، مقارنة بالمحامل المعدنية التقليدية. تزن كرات نيتريد السيليكون 79٪ أقل من كرات كربيد التنجستن. يمكن العثور على محامل كريات نيتريد السيليكون في محامل السيارات المتطورة، والمحامل الصناعية، وتوربينات الرياح، ورياضة السيارات، والدراجات، و Rollerblades ، وألواح التزلج. تعتبر محامل نيتريد السيليكون مفيدة بشكل خاص في التطبيقات التي يحظر فيها التآكل أو المجالات الكهربائية أو المغناطيسية استخدام المعادن. على سبيل المثال، في عدادات تدفق المد والجزر، حيث يمثل هجوم مياه البحر مشكلة، أو في الباحثين عن المجال الكهربائي.
تم إثبات Si3N4 لأول مرة كمحمل متفوق في عام 1972 ولكنه لم يصل إلى الإنتاج حتى عام 1990 تقريبًا بسبب التحديات المرتبطة بخفض التكلفة. منذ عام 1990، تم تخفيض التكلفة بشكل كبير مع زيادة حجم الإنتاج. على الرغم من أن سي
3N
4 محامل لا تزال أغلى بمقدار 2-5 مرات من أفضل محامل الصلب، كما أن أدائها الفائق وعمرها يبرران الاعتماد السريع. حوالي 15-20 مليون سي
3N
تم إنتاج 4 كرات تحمل في الولايات المتحدة في عام 1996 للأدوات الآلية والعديد من التطبيقات الأخرى. يقدر النمو بـ 40٪ سنويًا، ولكن يمكن أن يكون أعلى إذا تم اختيار محامل السيراميك لتطبيقات المستهلك مثل الزلاجات المضمنة ومحركات أقراص الكمبيوتر. [21]
مواد عالية الحرارة
يستخدم نيتريد السيليكون منذ فترة طويلة في التطبيقات ذات درجات الحرارة العالية. على وجه الخصوص، تم تحديده كواحد من المواد الخزفية المتجانسة القليلة القادرة على تحمل الصدمات الحرارية الشديدة والتدرجات الحرارية الناتجة عن محركات الصواريخ الهيدروجينية / الأكسجين. لإثبات هذه القدرة في تكوين معقد، استخدم علماء ناسا تقنية النماذج الأولية السريعة المتقدمة لتصنيع مكون غرفة الاحتراق / فوهة (الدافع) بقطر بوصة واحدة. تم اختبار الدافع بنيران ساخنة باستخدام دافع الهيدروجين / الأكسجين ونجا من خمس دورات بما في ذلك دورة مدتها 5 دقائق إلى درجة حرارة مادة 1320 درجة مئوية.
في عام 2010، تم استخدام نيتريد السيليكون كمادة رئيسية في محركات الدفع لمسبار الفضاء JAXA Akatsuki.
تم استخدام نيتريد السليكون في "microshutters" التي تم تطويرها لطيف الأشعة تحت الحمراء القريبة على متن تلسكوب جيمس ويب الفضائي. وفقًا لوكالة ناسا: «درجة حرارة التشغيل شديدة البرودة، لذا يجب أن يكون الجهاز قادرًا على العمل في درجات حرارة شديدة البرودة. وكان هناك تحدٍ آخر يتمثل في تطوير مصاريع تكون قادرة على: الفتح والإغلاق بشكل متكرر دون تعب؛ الفتح الفردي؛ والفتح على نطاق واسع بما يكفي يلبي المتطلبات العلمية للأداة. تم اختيار نيتريد السيليكون لاستخدامه في الميكرو شتر، بسبب قوته العالية ومقاومته للإرهاق». يسمح هذا النظام المصغر للأداة برصد وتحليل ما يصل إلى 100 جرم سماوي في وقت واحد.
طبي
نيتريد السيليكون له العديد من تطبيقات تقويم العظام. تعتبر المادة أيضًا بديلاً لـ PEEK (بولي إيثر كيتون) والتيتانيوم، والتي تستخدم في أجهزة دمج العمود الفقري. إن سطح نيتريد السليكون المحب للماء وذو النسيج الدقيق الذي يساهم في قوة المادة ومتانتها وموثوقيتها مقارنةً بالتيتانيوم والذهن.
أظهر العمل الأخير على نيتريد السيليكون أن بعض التراكيب من هذه المادة تظهر خصائص مضادة للبكتيريا، خصائص مضادة للفطريات، وخصائص مضادة للفيروسات.
أدوات القطع والأشغال المعدنية
أول تطبيق رئيسي لـ Si
3N
4 كانت أدوات جلخ وقطع. يتم استخدام نيتريد السليكون المترابط السائب كمواد لأدوات القطع، نظرًا لصلابته واستقراره الحراري ومقاومته للتآكل. يوصى به بشكل خاص للمعالجة السريعة للحديد الزهر. تعني الصلابة الساخنة وصلابة الكسر ومقاومة الصدمات الحرارية أن نيتريد السيليكون الملبد يمكنه قطع الحديد الزهر والفولاذ الصلب والسبائك القائمة على النيكل بسرعات سطح تصل إلى 25 مرة أسرع من تلك التي يتم الحصول عليها باستخدام المواد التقليدية مثل كربيد التنجستن. استخدام Si3N4 أدوات القطع كان لها تأثير كبير على إنتاج التصنيع. على سبيل المثال، ضاعف طحن الوجه من الحديد الزهر الرمادي مع نيتريد السيليكون سرعة القطع، وزاد من عمر الأداة من جزء واحد إلى ستة أجزاء لكل حافة، وقلل متوسط تكلفة الإدخالات بنسبة 50٪ ، مقارنة بأدوات كربيد التنجستن التقليدية.

## التاريخ
تم الإبلاغ عن التحضير الأول في عام 1857 من قبل هنري إتيان سانت كلير ديفيل وفريدريك فولر. في طريقتهم، تم تسخين السيليكون في بوتقة موضوعة داخل بوتقة أخرى معبأة بالكربون لتقليل نفاذ الأكسجين إلى البوتقة الداخلية. أبلغوا عن منتج أطلقوا عليه اسم نيتريد السيليكون ولكن دون تحديد تركيبته الكيميائية. أبلغ Paul Schuetzenberger لأول مرة عن منتج به تكوين رباعي النيتريد، Si3N4 ، في عام 1879 تم الحصول عليها عن طريق تسخين السيليكون مع الباسك (عجينة مصنوعة عن طريق خلط الفحم أو الفحم أو فحم الكوك مع الطين الذي يستخدم بعد ذلك لربط البوتقات) في فرن الصهر. في عام 1910، قام Ludwig Weiss و Theodor Engelhardt بتسخين السيليكون تحت النيتروجين النقي لإنتاج Si3N4. صنع E. Friederich و L. Sittig Si3N4 في عام 1925 عن طريق الاختزال الكربوني الحراري تحت تأثير النيتروجين، أي بتسخين السيليكا والكربون والنيتروجين عند 1250-1300 درجة مئوية.
ظل نيتريد السيليكون مجرد فضول كيميائي لعقود من الزمان قبل استخدامه في التطبيقات التجارية. من عام 1948 إلى عام 1952، تقدمت شركة Carborundum ، شلالات نياجرا، نيويورك، بطلبات براءات اختراع عديدة لتصنيع وتطبيق نيتريد السيليكون. بحلول عام 1958، كان نيتريد السيليكون Haynes (Union Carbide) في الإنتاج التجاري لأنابيب المزدوجة الحرارية وفوهات الصواريخ والقوارب والبوتقات لصهر المعادن. كان العمل البريطاني على نيتريد السيليكون، الذي بدأ في عام 1953، يستهدف الأجزاء عالية الحرارة من توربينات الغاز وأسفر عن تطوير نيتريد السيليكون المرتبط بالتفاعل ونتريد السيليكون المضغوط الساخن. في عام 1971، أبرمت وكالة مشروع الأبحاث المتقدمة التابعة لوزارة الدفاع الأمريكية عقدًا بقيمة 17 مليون دولار أمريكي مع شركة فورد وويستنجهاوس لاثنين من توربينات الغاز الخزفية.
على الرغم من أن خصائص نيتريد السيليكون كانت معروفة جيدًا، إلا أنه تم اكتشاف حدوثه الطبيعي فقط في التسعينيات، على شكل شوائب صغيرة (حوالي 2 ميكرومتر × 0.5 ميكرومتر في الحجم) في النيازك. تم تسمية المعدن بالنيريت على اسم رائد قياس الطيف الكتلي، ألفريد أو سي نير. ربما تم اكتشاف هذا المعدن في وقت سابق، مرة أخرى حصريًا في النيازك، بواسطة ]الجيولوجيين السوفييت.